# بوب ماكليود
بوب ماكليود (بالإنجليزية: Bob MacLeod)‏ هو لاعب كرة قدم أمريكية أمريكي، ولد في 15 أكتوبر 1917 في غلن إلين في الولايات المتحدة، وتوفي في 13 يناير 2002 في سانتا مونيكا في الولايات المتحدة.